# Trúc Hồ
Trúc Hồ (sinh ngày 2 tháng 4 năm 1964) là một nhạc sĩ, nghệ sĩ hòa âm người Mỹ gốc Việt. Anh là một trong những nhạc sĩ ủng hộ nhân quyền tại Việt Nam và có những sáng tác đều đặn thuộc dòng nhạc hải ngoại.

## Thân thế
Trúc Hồ tên thật là Trương Anh Hùng, sinh ngày 2 tháng 4 năm 1964 tại Sài Gòn, con trai nhạc sĩ Trúc Giang và là anh ruột của nhạc sĩ Trúc Sinh. Trúc Hồ vượt biên và định cư tại miền Nam California, Hoa Kỳ, vào năm 1981. Ở Mỹ, Trúc Hồ học piano cổ điển và sáng tác tại trường Đại học Goldenwest và Long Beach. Tác phẩm đầu tay của anh là bài hát "Dòng Sông Kỷ Niệm" sáng tác năm 1981.

## Sự nghiệp âm nhạc
Cho đến nay, anh đã sáng tác gần 100 ca khúc, đều đặn cho các chương trình ca nhạc của Trung tâm Asia, trong đó nhiều bài nổi tiếng một thời như "Trái tim mùa đông", "Như vạt nắng", "Em đã quên một dòng sông"... Anh đặc biệt được chú ý bởi những ca khúc viết chung với nhạc sĩ Trầm Tử Thiêng và đã được dàn hợp ca của trung tâm Asia dàn dựng quy mô như: "Một ngày Việt Nam", "Việt Nam về trong nỗi nhớ", "Bước chân Việt Nam"...
Trúc Hồ lập gia đình năm 1990 với Nguyễn Khoa Diệu Quyên (trước kia cùng hoạt động trong cùng ca đoàn Huntington Beach, California) và có 2 con là Trương Ngọc La La và Trương Anh Lý Bạch. Diệu Quyên rất hoạt bát và thường xuất hiện trong những sinh hoạt cộng đồng. Ngày 16 tháng 3 năm 2009, Diệu Quyên được Hạ viện tiểu bang California vinh danh và trao giải thưởng "Phụ Nữ Xuất Sắc" vì là một nhà giáo dục gương mẫu và là một người nhiệt tình phục vụ cho cộng đồng. Hiện nay, nhạc của anh không được phép lưu hành tại Việt Nam, tuy nhiên vài ca khúc của anh vẫn được đón nhận và trình diễn trong nước như "Em đã quên một dòng sông" (ghi tên tác giả Hải Triều), "Cơn mưa hạ" ghi là nhạc Hoa.
Ngoài sáng tác, anh còn là giám đốc âm nhạc của Trung tâm Asia từ năm 1990 cho đến tháng 11 năm 2016 và tổng giám đốc điều hành của Đài truyền hình SBTN - đài truyền hình phát sóng 24/24 đầu tiên của người Việt hải ngoại.

## Đấu tranh cho nhân quyền Việt Nam

### Triệu Con Tim, Một Tiếng Nói
Ngày 14 tháng 10 năm 2012, Trúc Hồ qua đài SBTN và thư trên mạng kêu gọi đồng bào tham dự phong trào vận động cho nhân quyền. Mục đích là để phản đối việc chính quyền đã bỏ tù những ai "tranh đấu cho sự toàn vẹn lãnh thổ", và đấu tranh cho nhân quyền, đồng thời yêu cầu chính phủ Việt Nam phải tôn trọng những quyền căn bản của người dân, đã được công nhận trong bản tuyên ngôn Quốc tế Nhân quyền mà Việt Nam đã ký kết.
Ngày 10 tháng 12 năm 2012, phái đoàn của nhạc sĩ Trúc Hồ đã có mặt tại Hội đồng Nhân quyền Liên Hợp Quốc tại Genève, đúng vào ngày Quốc tế Nhân quyền để trao Thỉnh Nguyện Thư "Triệu Con Tim, Một Tiếng Nói" với 125.000 chữ ký đến bà Laura Dupuy Lasserre, chủ tịch Hội đồng Nhân quyền Liên Hợp Quốc. Đây cũng là chặng cuối của cuộc vận động Nhân quyền lần này, kết thúc chiến dịch kéo dài gần hai tháng.

## Tác phẩm

### Âm nhạc
Đến nay Trúc Hồ đã sáng tác hơn 100 ca khúc, đều đặn cho mỗi chương trình của Asia, trong số đó có:
- Anh đi về nơi đâu (thơ: Nguyễn Anh Tuấn)
- Anh vẫn đợi em
- Baby don't go
- Bên em đang có ta (lời: Trầm Tử Thiêng)
- Bước chân Việt Nam - Footprints of Viet Nam (lời: Trầm Tử Thiêng)
- Cát biển chiều nay
- Chẳng khác gì nhau
- Chỉ là phù du thôi
- Cho đến cuối cuộc đời
- Chờ mong anh
- Có em không
- Con đường Việt Nam (lời: Anh Bằng)
- Con Rồng cháu Tiên (lời: Việt Dzũng)
- Còn nhớ không em
- Cơn mưa hạ (lời: Trầm Tử Thiêng)
- Days And Night Of Missing You (lời Anh: Shayla)
- Day Dream (lời: Trish Thùy Trang)
- Dĩ vãng đó vẫn còn (nhạc: Trúc Hồ, lời: Trúc Hồ & Anh Tài)
- Dòng sông kỷ niệm
- Dù chỉ một lần thôi
- Đáp lời sông núi
- Đã qua thời mong chờ (lời: Trầm Tử Thiêng)
- Đêm (lời: Trầm Tử Thiêng)
- Đêm màu trắng (nhạc: Trúc Hồ, lời: Trúc Hồ & Sỹ Đan)
- Điều gì đó
- Đỉnh gió hú
- Em có còn yêu anh
- Em đã quên một dòng sông
- Giờ anh ra đi
- Giờ đã không còn nữa
- Giờ đây đã lỡ xa nhau (2017)
- Giữa hai mùa mưa nắng
- Hãy tha thứ cho em (thơ: Trần Mộng Tú)
- Hát cho tình yêu (viết chung với Đức Huy)
- Hẹn nhau năm 2000 (lời: Trầm Tử Thiêng)
- Hiến chương tình yêu (thơ: Du Tử Lê)
- Hôm nay
- Hơi thở tình yêu
- It's so easy (nhạc: Trúc Hồ, lời: Trúc Hồ & Lê Tâm)
- Khi ta xa rời nhau
- Không biết em bây giờ (viết chung với Vũ Tuấn Đức)
- Làm lại từ đầu
- Làm thơ tình em đọc (thơ: Trịnh Bửu Hoài)
- Lời dối gian chân thành
- Mãi yêu người thôi
- Mẹ yêu
- Môi ô mai
- Mối tình thơ (lời: Đặng Hiền)
- Một giây phút thôi
- Một lần nữa thôi
- Một mai
- Một ngày thật buồn (lời: Anh Bằng)
- Một ngày Việt Nam (lời: Trầm Tử Thiêng)
- Một cõi vô vọng
- Một nửa đời em
- Một lần trong đời
- Mỗi độ trăng về
- Mùa hè tình yêu
- Mưa tình cuối đông
- Ngày tháng tình yêu
- Người tình ơi
- Nhịp điệu tình yêu
- Nhân danh Việt Nam
- Như anh cần em
- Như vạt nắng (với Trúc Sinh)
- Những điều thật lạ (nhạc: Vũ Tuấn Đức)
- Nếu không có em (lời: Trúc Hồ & Đặng Hiền)
- Nếu mai đây
- Quên đi
- Sài Gòn vẫn mãi trong tôi (lời: Trúc Hồ & Anh Bằng)
- Sài Gòn về miền dĩ vãng
- Sẽ có một ngày
- Sẽ hơn bao giờ hết
- Sẽ nhớ mãi ngày (lời: Sỹ Đan)
- The year of the dragon (lời: Trish Thùy Trang)
- Thôi thế thì chia tay
- Thiên thần trong bóng tối
- Tiễn em ra phi trường
- Tìm em trên phố lạ
- Tình đầu vẫn khó phai (nhạc và lời: Viết chung với Đặng Hiền)
- Tình yêu
- Tình yêu và tình người
- Tôi thấy em
- Tội nghiệp thân anh
- Trái cấm tình yêu
- Trái tim mùa đông
- Trái tim về đâu
- Triệu con tim, một tiếng nói
- Trọn đời anh sống vì em
- Trong cuộc tình ân hận (thơ: Đặng Hiền)
- Về đâu hỡi em
- Vầng trăng tình yêu
- Việt Nam niềm nhớ (lời: Trầm Tử Thiêng)
- Việt Nam về trong nỗi nhớ (lời: Trầm Tử Thiêng)
- Việt Nam ơi
- Vết thương đôi lòng
- Vũ điệu đèn chầu
- Welcome To Little Saigon (nhạc: Trúc Hồ & Sỹ Đan, lời: Lê Tâm & Shayla)
- Xa nhau mùa thu (lời: Thanh Trúc)
- Yêu em âm thầm
- Yêu nhau trên biển

### Phim
- Vượt sóng, giám đốc phát hành
- Cơn mưa hạ, giám đốc

## Liên kết
- Asia Entertainment Lưu trữ ngày 30 tháng 9 năm 2007 tại Wayback Machine
- Saigon Broadcasting Televion Network